# Grün (Adelsgeschlecht)

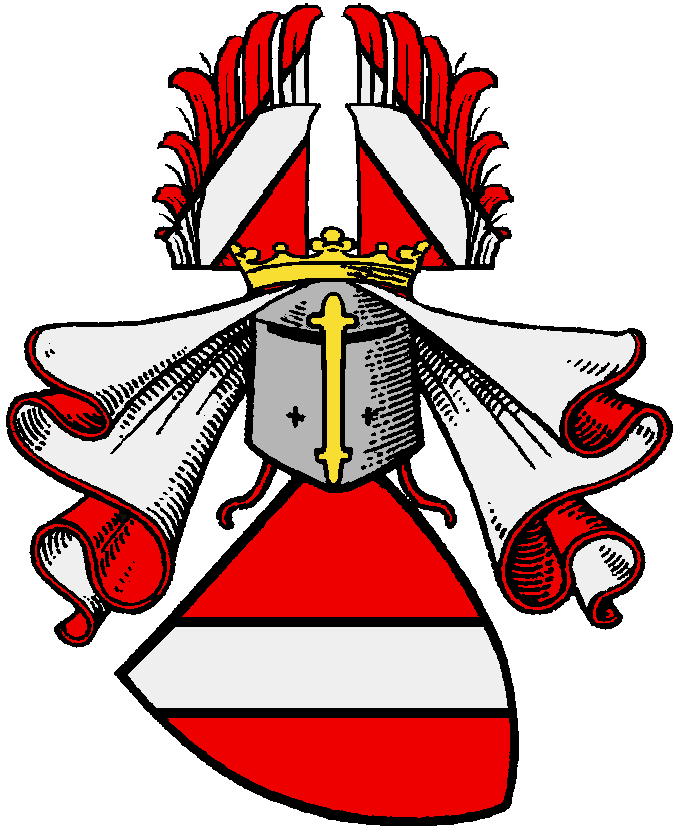
Wappen derer von der Grün und der stammes- und wappenverwandten Geschlechter von Berg, von Epprechtstein, von Münchberg, von Radeck, von Reitzenstein, von Sparnberg, Sack, von Stein, von Thoßfell, von Töpen und von Wildenstein

Die Familie von der Grün ist ein fränkisches Adelsgeschlecht. Das Geschlecht ist nicht zu verwechseln mit dem Adelsgeschlecht Grünne.

## Geschichte

### Ursprung
Stammsitz der Familie ist Rodesgrün im ehemaligen Landkreis Naila. Sie wird 1246 erstmals urkundlich erwähnt. Eine Flurbezeichnung in der Grün bei Wildenstein, einem Ortsteil von Presseck, weist auf eine frühe Besitznahme hin.
Wie die Familien von Berg, von Epprechtstein, von Münchberg, von Radeck, von Reitzenstein, von Sparnberg, von Stein, von Thoßfell, von Töpen und von Wildenstein gelten die von der Grün als eine sich nach ihrem Sitz nennende Linie des bereits 1091 erwähnten Ministerialengeschlechts Sack. All diese Familien sind daher stammes- und wappenverwandt.

### Verbreitung
Weitere ehemalige Besitzungen hatte die Familie in Thalheim, Rothenbruck, Finstermühle und Marlesreuth. Kurzfristig waren sie im Besitz des Ansitzes Hofeck. Die Familie besaß auch ein Burggut in Kulmbach. Aufgrund ihrer Besitzungen war sie im Ritterkanton Gebürg organisiert.

## Persönlichkeiten
- Johann Georg von der Grün († 1648), Jurist und kurtrierscher Amtmann
- Max von der Grün (1926–2005), Schriftsteller

## Wappen
Das Wappen zeigt einen silbernen Querbalken auf rotem Grund. Die Helmdecken sind Rot und Silber. Die Helmzier ist ein offener Flug mit dem Querbalken und den Farben des Motives des Wappenschildes.

Historische Wappenbilder
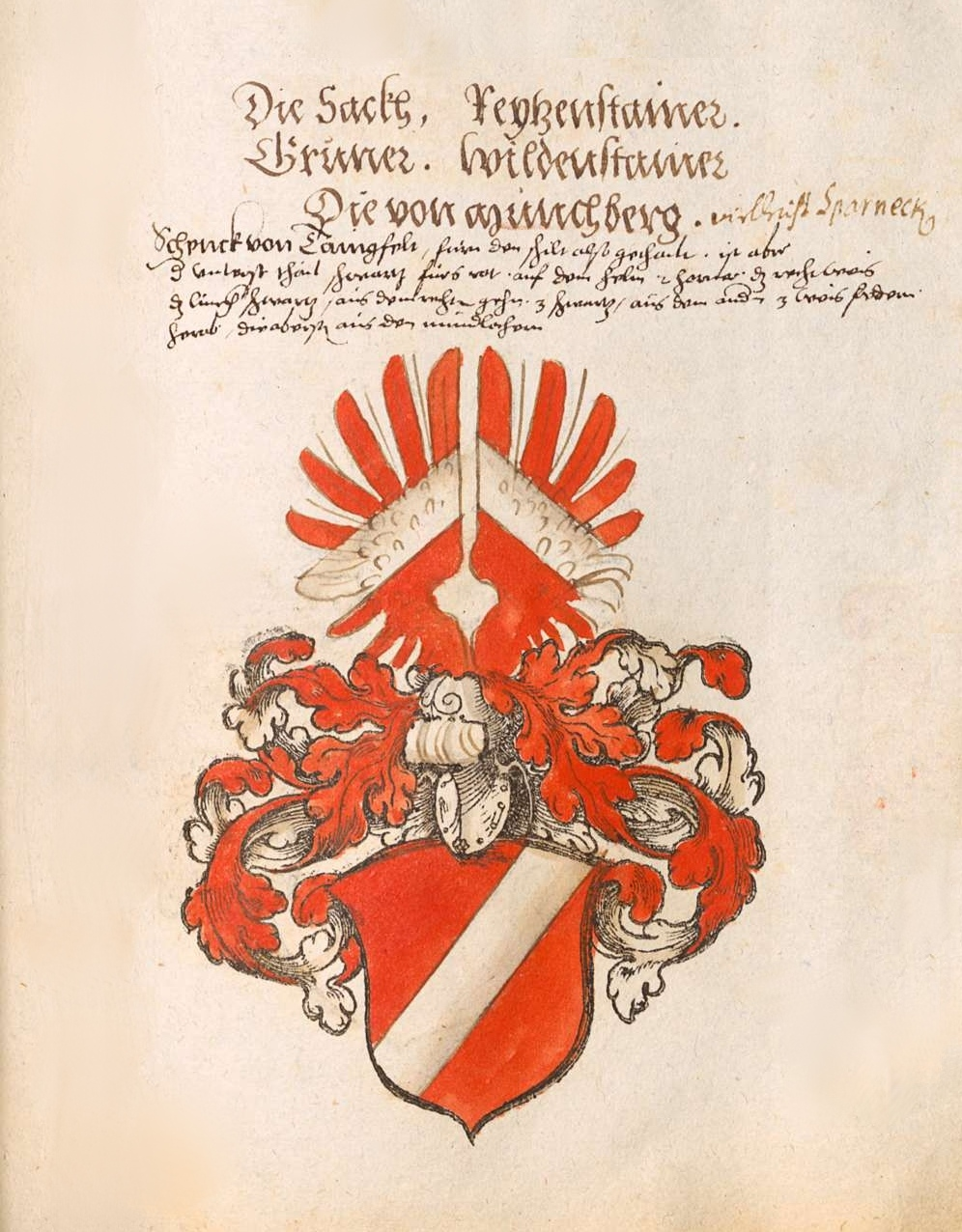
Darstellung im Wappenbuch des Heiligen Römischen Reiches von Stephan Brechtel (Mitte 16. Jh.)
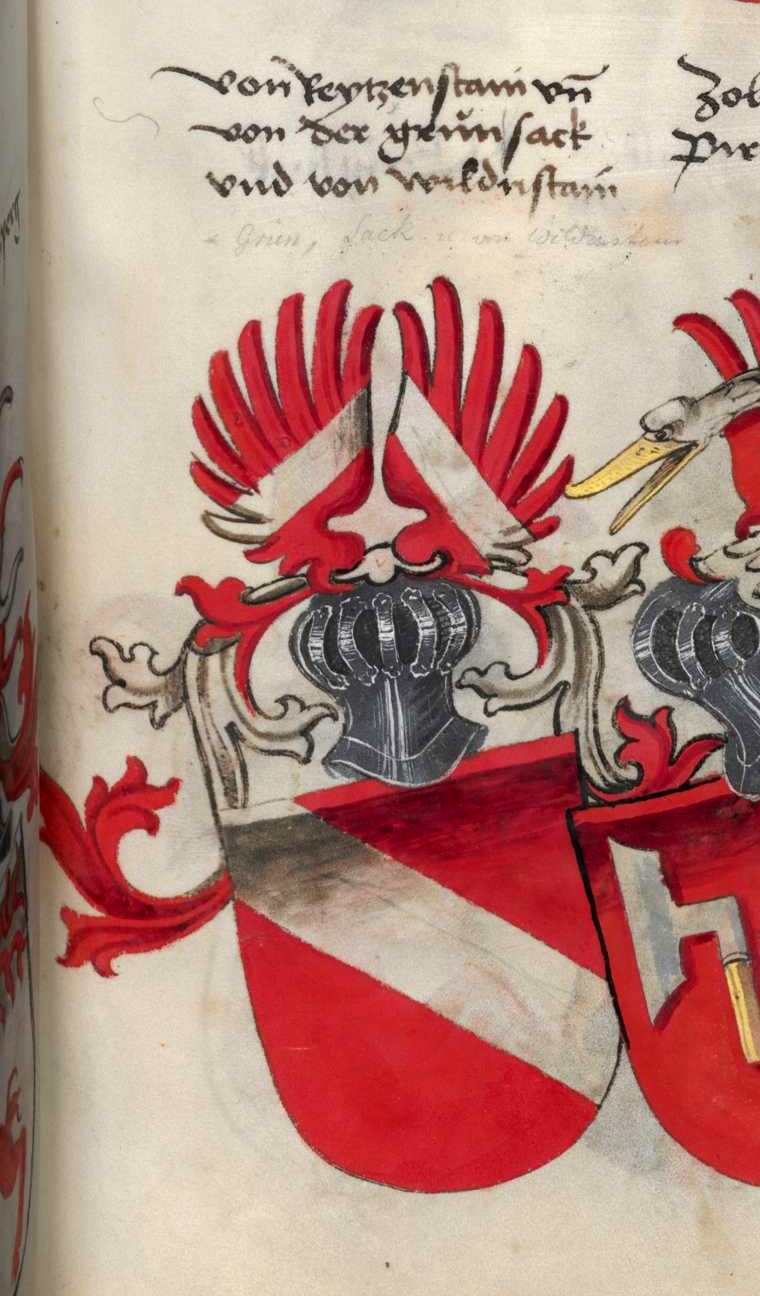
Darstellung im Wappenbuch des Conrad Grünenberg (1483)
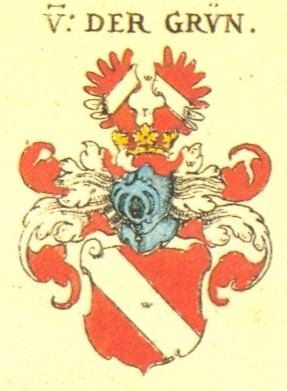
Darstellung in Siebmachers Wappenbuch (1605)
Wappen des ehemaligen Landkreises Naila